# راي رومانو

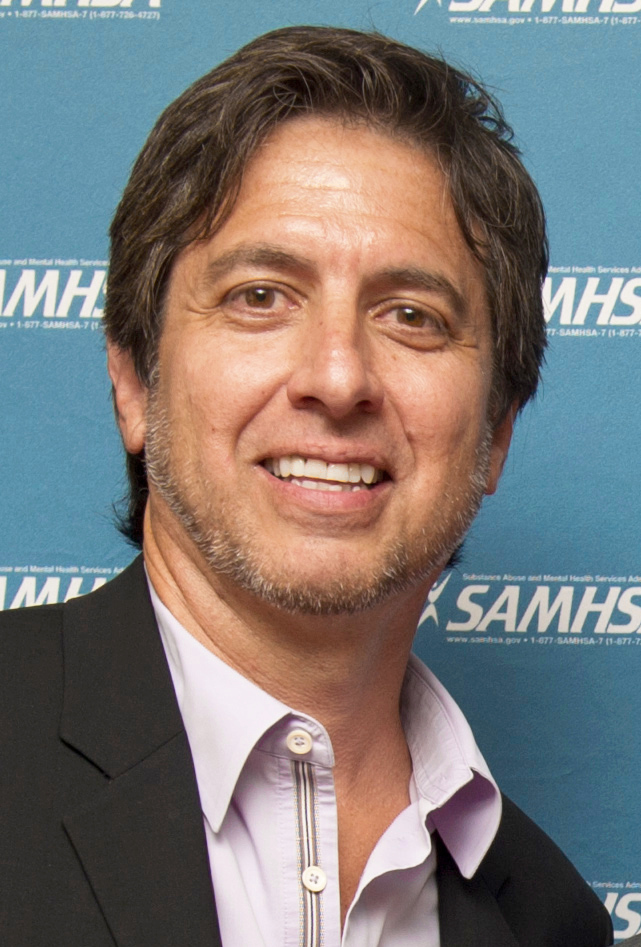

رايموند ألبرت رومانو (بالإنجليزية: Raymond Albert Romano)‏ (مواليد 21 ديسمبر 1957 في كوينز، نيويورك) ممثل وكاتب ومنتج أمريكي حاصل على جائزة إيمي ثلاث مرات. اشتهر بدوره في المسلسل الكوميدي الجميع يحب رايموند والذي نال عنه جائزة أفضل ممثل كوميدي حسب مهرجان رابطة النقاد التلفزيونيون لعام 1999. وأيضاً في فلم عصر الجليد في صوت مانفريد "ماني".

## روابط خارجية
- راي رومانو على موقع IMDb (الإنجليزية)
- راي رومانو على موقع الموسوعة البريطانية (الإنجليزية)
- راي رومانو على موقع روتن توميتوز (الإنجليزية)
- راي رومانو على موقع ألو سيني (الفرنسية)
- راي رومانو على موقع ميوزك برينز (الإنجليزية)
- راي رومانو على موقع تيرنر كلاسيك موفيز (الإنجليزية)
- راي رومانو على موقع أول موفي (الإنجليزية)
- راي رومانو على موقع قاعدة بيانات الأفلام السويدية (السويدية)
- راي رومانو على موقع إن إن دي بي (الإنجليزية)
- راي رومانو على موقع ديسكوغز (الإنجليزية)